# Franz Friedrich Jakob von Podewils

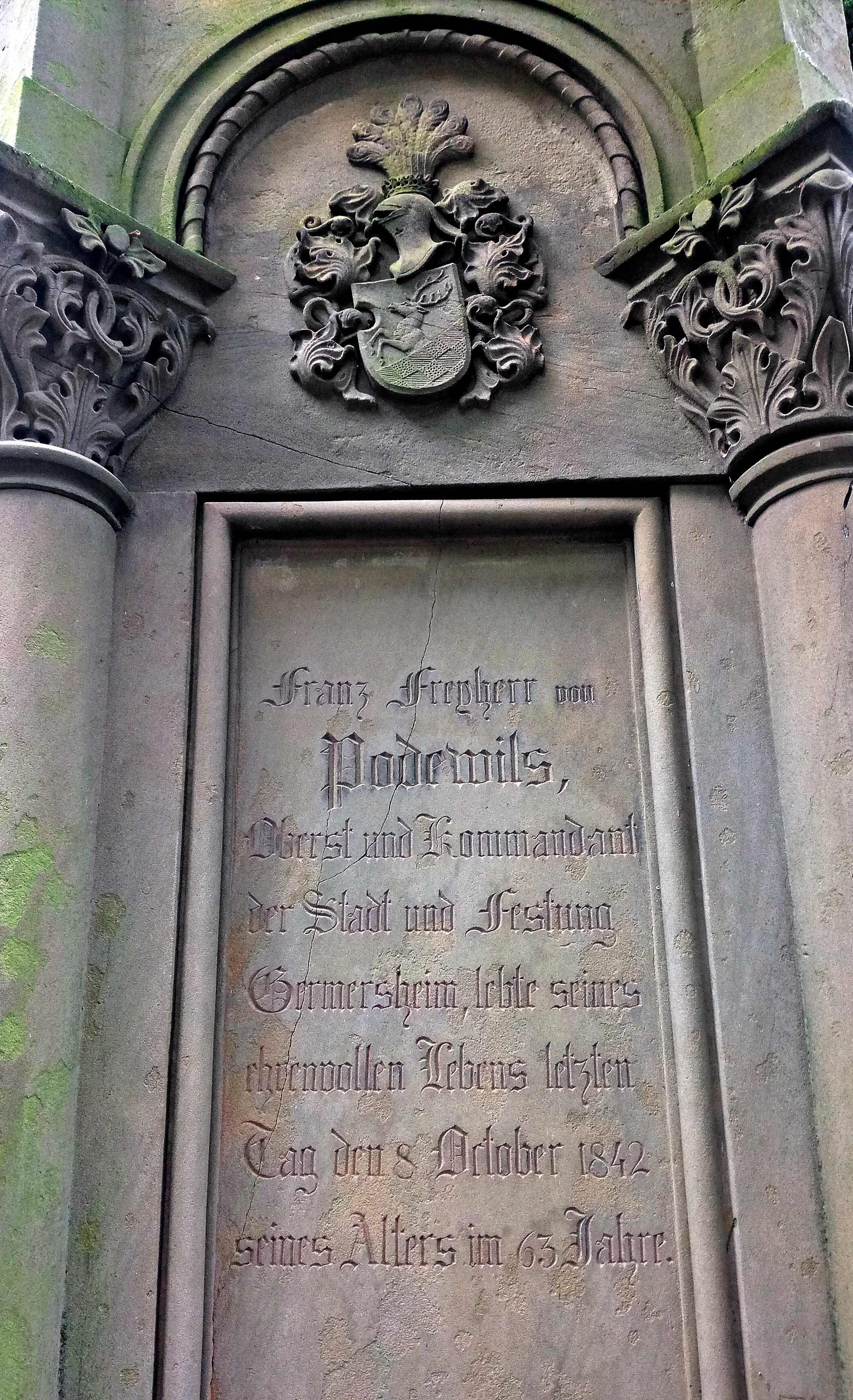
Grabinschrift

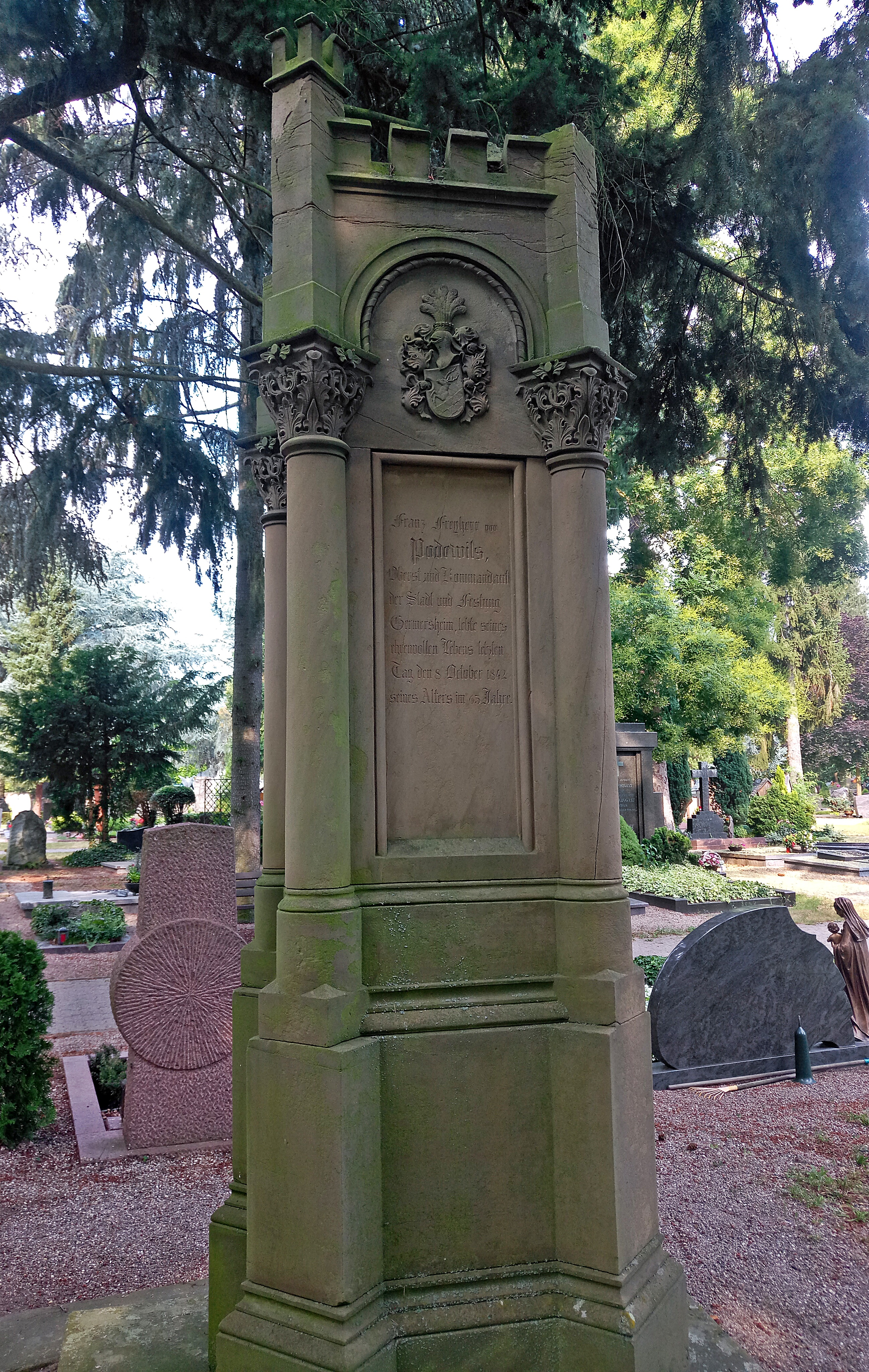
Grabstein, Friedhof Germersheim

Franz Friedrich Jakob Freiherr von Podewils (* 27. November 1779 in Kalmreuth; † 8. Oktober 1842 in Germersheim) war ein bayerischer Oberst und Kommandant der Festung Germersheim.

## Leben
Franz Friedrich Jakob von Podewils, Erbherr auf Kalmreuth, stammte aus der Freiherrnfamilie von Podewils. Er war der Sohn des brandenburg-bayreuthischen Hauptmanns Adam Christoph Friedrich von Podewils (1749–1795) und seiner Gattin Eleonore Elisabetha, geborene von Waldenfels (1757–1827). Seine Schwester Antoinette (1792–1875) heiratete Philipp Franz von Walther (1782–1849), den Leibarzt König Ludwig I. von Bayern.
Als junger Mann trat Podewils in die Bayerische Armee ein und machte als Kavallerist die Koalitionskriege mit. Für Tapferkeit als Rittmeister im 7. Chevaulegers-Regiment, in einem Gefecht bei Hanau, am 28. Oktober 1813 (im Vorfeld der dortigen Schlacht), wurde er öffentlich belobigt. Für diese Kriegsjahre erhielt er das Militärdenkzeichen für 1813/1815; 1817 avancierte er zum Major.
Podewils hatte 1836 den Rang eines Oberstleutnants im 5. Chevaulegers-Regiment inne und war der Vertreter des Regimentskommandeurs Georg von Mölter. Im August 1837 übernahm er den Verband als Regimentskommandeur. Im Juni 1838 wechselte er in gleicher Eigenschaft zum 1. Chevaulegers-Regiment. Zum Oberst befördert ging Podewils im September 1840 in Pension.
Am 25. Dezember 1841 wurde er reaktiviert und übernahm die Stelle eines Kommandanten von Stadt und Festung Germersheim. Hier starb er bereits am 8. Oktober 1842 und wurde auf dem Friedhof Germersheim beigesetzt, wo sich sein Grabmal erhalten hat.

## Familie
Podewils heiratete am 11. April 1802 Sophie Freiin von Reitzenstein (1786–1814). Das Paar hatte mehrere Kinder, darunter:
- Friedrich Heinrich Christoph Ludwig (* 13. Juli 1804; † 23. Juni 1863), Regierungspräsident von Oberfranken ⚭ 1835 Katharina Ludowika Bourgin (* 31. März 1814; † 1. Juni 1877)
- Heinrich Christoph (* 10. März 1806; † 6. Juni 1882)⚭ 1844 Freda von Lattorf (* 5. Dezember 1816; † 28. Juli 1882)
- Philipp Ludwig (* 14. Mai 1809; † 25. November 1885), Generalleutnant, Erfinder des Podewils-Gewehrs

⚭ 1840 Martha Haas (* 6. April 1811; † 13. Dezember 1869)
⚭ 1871 Emilie Amalie von Vincenti (* 5. Januar 1816; † 20. Mai 1893)
Nach ihrem Tod ehelichte er am 23. Februar 1816 in Mayenberg Bernhardine von Schubert (1792–1873). Das Paar hatte mehrere Kinder, darunter:
- Konstantine Friedrich Karl (* 25. März 1820; † 12. Dezember 1887), Oberst a. D. ⚭ 1848 Philippine Amalie von Junker und Bigato verwitwete Freiin von Frank (* 12. Juli 1822; † 20. Juni 1900), Eltern von Clemens von Podewils-Dürniz
- Caroline Wilhelmine (* 3. Mai 1823) ⚭ 1860 Adolf Franz Carl Victor von Cetto, Ministerialrat
- Karl Theobald (* 12. September 1825; † 7. Dezember 1872), Oberstleutnant a. D. ⚭ 1862 Julie Wilhelmine Karoline Christiane Adelheid Luise von Brandis (* 23. Februar 1840; † 11. März 1886)
- Elisabeth Wilhelmine Ferdinanda (* 4. Mai 1831) ⚭ 1859 Oscar von Schintling († 28. November 1880)